# 5,56 × 45 mm NATO

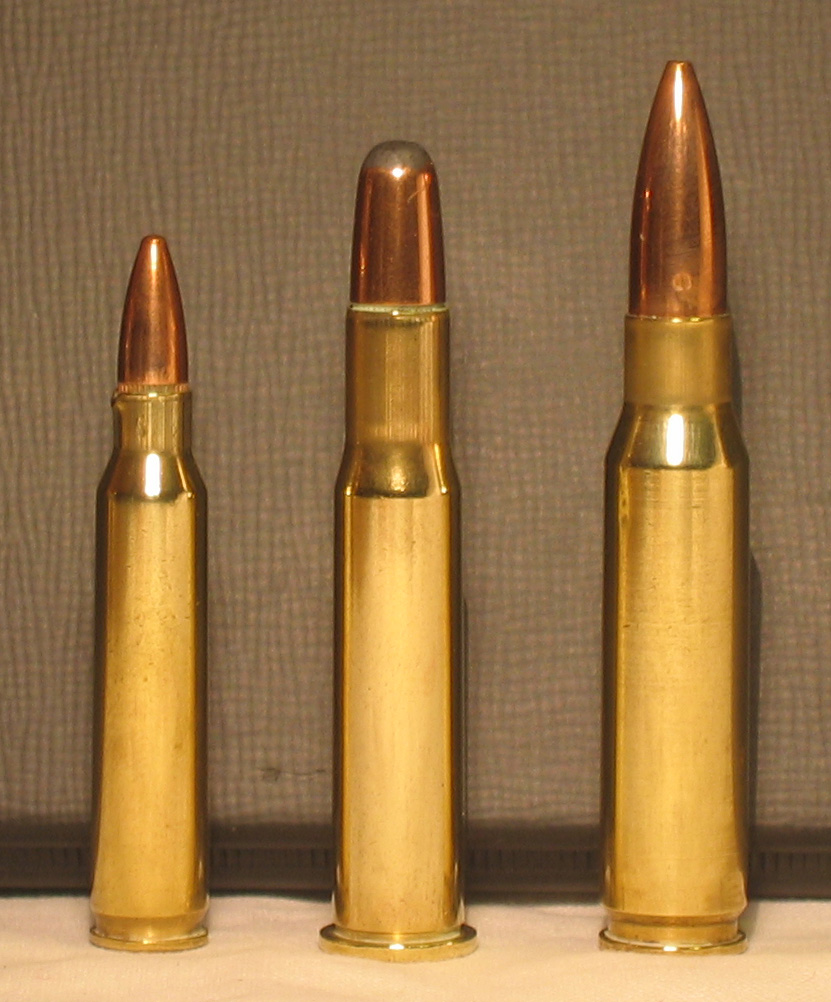
5,56 × 45 mm NATO (till vänster) bredvid .30-30 (i mitten) och 7,62 × 51 mm NATO (till höger).

5,56 × 45 mm NATO är en gevärspatron ursprungligen utvecklad i USA, och ursprungligen framtagen för automatkarbinen M16. Enligt STANAG 4172 är det en standardammunition för militäralliansen NATO. Den ersatte 7,62 × 51 mm NATO som standardammunition för gevär i NATO.
Ammunitionen är utvecklad ur .222 Remington och liknar den civila .223 Remington men är ej identisk vilket gör att man inte bör använda den militära varianten i civila vapen.

## Försvarsmakten
I Svenska försvarsmakten går patronen under beteckningen 5,56 mm skarp patron 5 och gick i bruk under 80-talet när man antog Ak 5. Nummer 5 kommer från samma namnregel som Ak 4,  i att man har namngett patronen efter dessa nummer under utprovning. Det vill säga patron 5 under utprovningen av patroner till vad som skulle användas till Ak 5.

### Historia
År 1954 valdes den större patronen 7,62 × 51 mm som den första vanliga NATO-gevärspatronen. Vid tidpunkten för urvalet hade det förekommit kritik att rekylkraften hos 7,62 × 51 mm, när den avfyrades från en modern automatkarbin, inte tillät en tillräcklig automatisk eldhastighet.
Britterna hade omfattande bevis genom sina egna experiment med mellanliggande patroner sedan 1945, och var på väg att anta en patron i kaliber .280 (7 mm) när valet av 7,62 × 51 mm som NATO-standard gjordes. Fabrique Nationale hade också varit involverat i utvecklingen av .280-patronen, inklusive utvecklingen av en version av FN FAL i kaliber .280. Oron för rekylen och den övergripande effektiviteten av 7,62 mm åsidosattes av USA, och de andra NATO-länderna accepterade att standardisering var viktigare än valet av en patron som annars var idealisk.
Utvecklingen av patronen som så småningom blev .223 Remington (från vilken 5,56 mm NATO så småningom skulle utvecklas) skulle vara naturligt kopplad till utvecklingen av en ny lätt automatkarbin. Patronen och vapnet utvecklades som en enhet av Fairchild Industries, Remington Arms och flera ingenjörer som arbetade mot ett mål utvecklat av U.S. Continental Army Command (CONARC). Det tidiga utvecklingsarbetet började 1957. Ett projekt för att skapa ett skjutvapen med mindre kaliber och högre utgångshastighet skapades. Eugene Stoner från Armalite var inbjuden att skala ner automatkarbinen AR-10 från 7,62 mm till 5,56 mm.

### Ammunition
- 5,56 mm skarp patron 5 normalprojektil 5 (5,56 mm sk ptr 5 nprj 5)

Skarp patron med helmantlad projektil med blykärna. Ersattes av 5,56 mm stkprj 5.
- 5,56 mm skarp patron 5 stålkärneprojektil 5 (5,56 mm sk ptr 5 stkprj 5)

Skarp patron med helmantlad projektil med bly och stålkärna. Toppen av projektilen har en kärna av stål för ökad penetrationsförmåga. Till Ksp 90 finns det färdigbandad ammunition. Har ersatts av 5,56 mm stkprj 5B.
- 5,56 mm skarp patron 5 stålkärneprojektil 5B (5,56 mm sk ptr 5 stkprj 5B)

Skarp patron med helmantlad projektil utan bly och med stålkärna. Toppen av projektilen har en kärna av stål för ökad penetrationsförmåga. Projektilen är tillverkad utan bly av miljöskäl. Saknar färgmärkning och har ballistik som stålkärneprojektil 5. Har ersatt 5,56 mm stkprj 5.
- 5,56 mm skarp patron 5 spårljusprojektil 5 (5,56 mm sk ptr 5 slprj 5)

Spårljusprojektil med lyssats av fosfor. Man kan följa dess bana då det blir som ett rött lysande streck bakom den. Till skillnad från spårljusprojektil till 7,62 mm patron 10 har den här rödmålad spets istället för vit.
- 5,56 mm löspatron 5 (5,56 mm lösptr 5)

Den lösa patronen används endast i fredstid under övning. Patronen har en träplugg som projektil och den pulveriseras inuti pipan vid skjutning. Vapnet förses med en lösskjutningsanordning som gör att träflisorna inte skjuts ut rakt fram och därmed skulle kunna skada personer.
- 5,56 mm skarp patron 5 IR-spårljusprojektil 5 (5,56 mm sk ptr 5 ir-slprj 5)

Fungerar som vanlig spårljus men syns bara med till exempel bildförstärkare. Lilafärgad spets.

## Prestanda
- (Prestanda varierar med olika laddningar, kulvikter, pipor mm och anges därför ungefärligt)
- Utgångshastighet: 970 m/s
- Anslagsenergi efter 100 meter: 1 600 Joule